# Rancho Alegre (Huimanguillo)
Rancho Alegre es una localidad del municipio de Huimanguillo ubicado en la subregión de la Chontalpa del estado mexicano de Tabasco.

## Geografía
La localidad de Rancho Alegre se sitúa en las coordenadas geográficas 17°39′27″N 93°35′55″O / 17.657500, -93.598611, a una elevación de 31 metros sobre el nivel del mar.

## Demografía
Según el Conteo de Población y Vivienda 2020, efectuado por el Instituto Nacional de Estadística y Geografía, la localidad de Rancho Alegre tiene 50 habitantes, de los cuales 25 son del sexo masculino y 25 del sexo femenino. Su tasa de fecundidad es de 3 hijos por mujer y tiene 13 viviendas particulares habitadas.
| Gráfica de evolución demográfica de Rancho Alegre entre 1995 y 2020 |
|                                                                     |
| INEGI.                                                              |